# Strandfontein
Strandfontein is een klein dorp in de regio West-Kaap in Zuid-Afrika. De plaats is gelegen in de gemeente Matzikama, ten noorden van Doringbaai. 
Zoals de naam aangeeft ligt het dorp aan de Atlantische Oceaan.